# Molycria canonba
Molycria canonba là một loài nhện trong họ Gnaphosidae.
Loài này thuộc chi Molycria. Molycria canonba được Norman I. Platnick & Barbara Baehr miêu tả năm 2006.